# Estádio Municipal Passo das Emas
O Estádio Municipal Passo das Emas é um estádio de futebol da cidade de Lucas do Rio Verde, no interior do estado de Mato Grosso. O Luverdense Esporte Clube manda seus jogos neste estádio, que tem capacidade para aproximadamente 10.000 pessoas. O seu nome foi instituído conforme Lei Municipal nº 1038/2004 da Prefeitura Municipal de Lucas do Rio Verde, já que, erroneamente, é conhecido como "Passos da Ema".

## Luverdense no Passo das Emas
O Luverdense já realizou 310 jogos no Estádio Passo das Emas desde a sua fundação. De lá pra cá foram 200 vitórias, 67 empates, 43 derrotas, 613 gols marcados e 258 sofridos
Na temporada de 2012, o Luverdense realizou 26 jogos, com 19 vitórias, 5 empates, 2 derrotas, 68 gols marcados e apenas 20 sofridos
Na temporada de 2013, o Luverdense realizou 21 jogos resultando em 14 vitórias, 05 empates, 02 derrotas, 44 gols marcados e apenas 16 gols sofridos.
Em 2014, ano de estreia na Série B, o LEC teve um histórico de 24 jogos, com 17 vitórias, 2 empates e 5 derrotas, 41 gols marcados e 18 gols sofridos.
Em 2015, ano de estreia na Copa Verde, o clube obteve o retrospecto de 32 jogos, 16 vitórias, 10 empates e 06 derrotas, sendo 47 gols marcados e 28 sofridos.
Em 2016, o clube presenciou uma campanha de 30 jogos, 19 vitórias, 08 empates e 03 derrotas, sendo 60 gols marcados e 23 sofridos
Em 2017, o Luverdense fez uma campanha de 23 jogos, 13 vitórias, 06 empates e 04 derrotas, sendo 35 gols marcados e 18 sofridos.
Em 2018, a equipe fez uma campanha de 19 jogos, 13 vitórias, 02 empates e 04 derrotas, sendo 42 gols marcados e 18 sofridos.
Em 2019, o Luverdense soma uma campanha de 04 jogos, 04 vitórias, 00 empate e 00 derrotas, sendo 08 gols marcados e 00 sofridos.
Atualizado em 23/02/2019

## Recorde de público
- Jogo de ida das Oitavas-de-final da Copa do Brasil 2013

| 21 de agosto | Luverdense | 1 – 0 | Corinthians | Estádio Passo das Emas, Lucas do Rio Verde         |
| 21:50        | Misael 90' |       |             | Público: 10 180 Árbitro: ES Pablo dos Santos Alves |

| Luverdense | Corinthians |